# زمین‌لرزه ۱۹۴۶ وارتو–خنوس
زمین‌لرزه وارتو-خنوس  در تاریخ ۳۱ مه ۱۹۴۶ میلادی، برابر با ‎۱۰ خرداد ۱۳۲۵، ساعت ۳:۱۲:۰۰ به زمان یوتی‌سی در ترکیه ، منطقه وارتو و خنوس رخ داد. بزرگی آن ۵٫۹ در مقیاس ریشتر اعلام شده‌است. زمین‌لرزه به وقت محلی در روز جمعه، ساعت ۵ روی داده و منطقه زمانی آن یوتی‌سی +۲ بوده‌است (با لحاظ تغییر ساعت تابستانی).
سازمان زمین‌شناسی آمریکا نیز جای این زمین‌لرزه را در مختصات ۳۹°۱۸′شمالی ۴۱°۱۲′شرقی / ۳۹٫۳°شمالی ۴۱٫۲°شرقی و بزرگی آنرا برابر با ۵٫۹ در مقیاس ریشتر اعلام کرده‌است.
شمار کشتگان زلزله حدود ۱۳۰۰ نفر بوده‌است.